# Мали Водњак
Мали Водњак је ненасељено острвце у хрватском дијелу Јадранског мора. Налази се у групи Паклених отока у средњој Далмацији око 120 m сјеверозападно од острва Вели Водњак. Најзападније је острво архипелага. Административно припада Граду Хвару у Сплитско-далматинској жупанији. 